# Txakoli

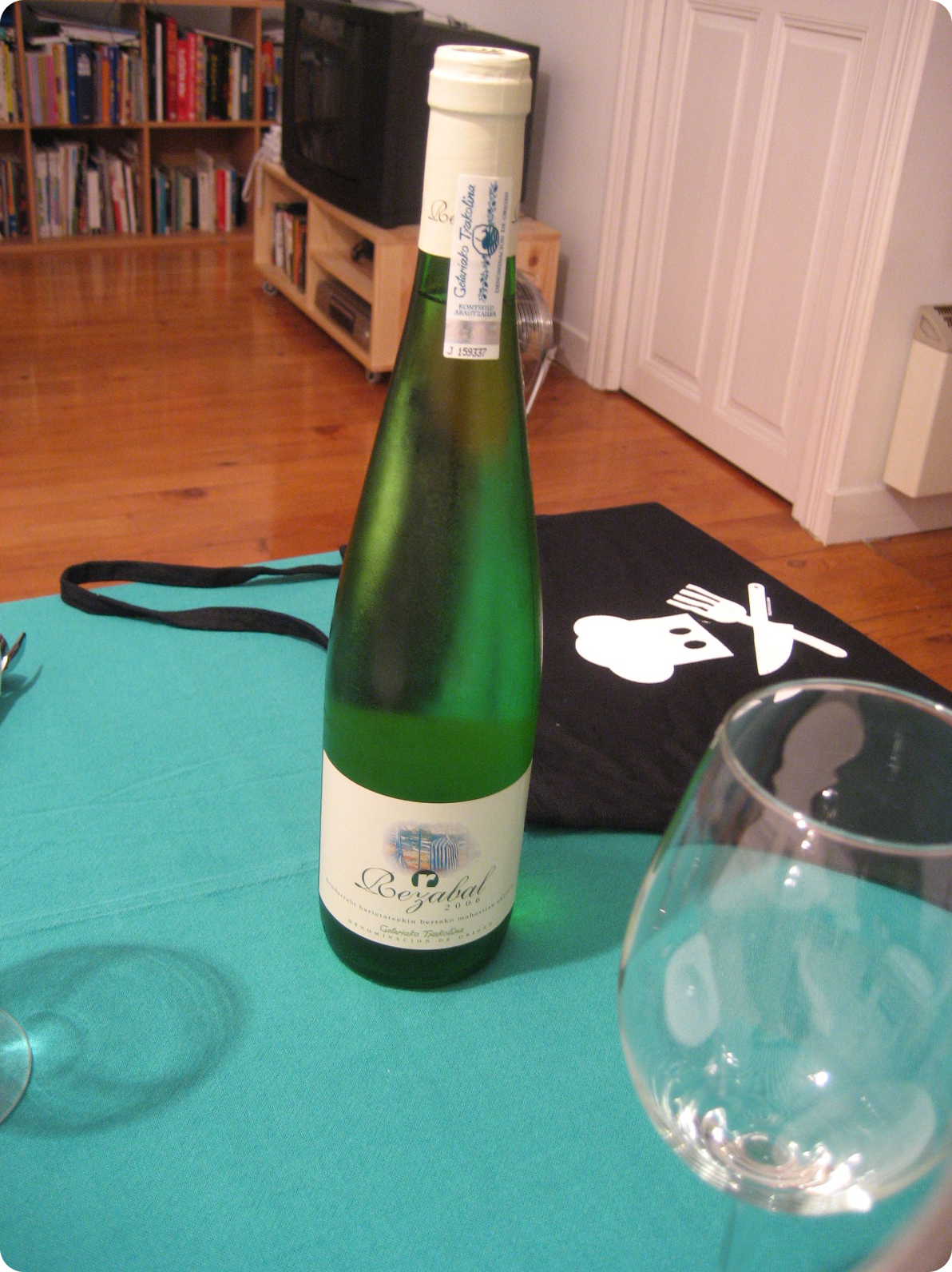
En flaska txakoli från Getaria.

Txakoli [tʃako'li] (spanska: chacolí) är ett baskiskt vin, där den vanligaste varianten är ett vitt vin med hög syra och låg alkoholhalt. Txakoli dricks vanligen som aperitif eller tillsammans med pintxos, och är ej avsett för lagring. Den görs huvudsakligen på den lokala gröna druvan hondarribi zuria.
Det finns tre DO-områden för txakoli i Baskien:
- Getariako Txakolina (Txakoli de Getaria) från norra Gipuzkoa, som innehaft DO-status sedan 1989.
- Bizkaiko Txakolina (Txakoli de Bizkaia) från Biscaya, som fick DO-status 1994.
- Arabako Txakolina (Txakoli de Álava) från Araba, som fick DO-status 2001.

Även röd taxkoli och rosé-txakoli existerar (gjort på den blå druvan hondarribi beltza), men är mer ovanliga än den vita txakolin.
Txakoli produceras även i liten utsträckning i Kantabrien, Burgos och Chile.

De tre vinregionerna för txakoli i norra Baskien. (I söder ligger den norra delen av Rioja-distriktet.)